# Telenovela
Una telenovela (llamada en algunos lugares teleserie o telecomedia) es un formato de televisión producido originalmente en varios países de América Latina. Cuenta una historia a lo largo de varios capítulos que, puede o no, ser realista y generalmente tiene un tono melodramático. Normalmente, tiene un final feliz para los protagonistas.
Durante su desarrollo, los protagonistas tienen que luchar contra uno o varios villanos y, a menudo, cuentan con la ayuda de diversas personas que los apoyan (parientes, amigos, etc.). Regularmente, terminan con un final feliz después de atravesar diferentes obstáculos y peripecias.
Las telenovelas poseen esencialmente un carácter sentimental, lleno de intrigas, engaños y confusiones. Con los años, han ganado más acción y han incorporado géneros además del melodrama (como el policíaco, la comedia dramática, el suspenso e incluso la ciencia ficción, entre otros). 
En los últimos años, la telenovela aborda no solo problemáticas sentimentales, sino también temas tan polémicos como las enfermedades graves, la drogadicción, la homofobia y el crimen, entre otras problemáticas sociales.

## Diferencias con otros formatos

### Soap opera
La telenovela iberoamericana se diferencia de la soap opera norteamericana y anglosajona, en que la primera se diseña y escribe con una duración prevista delimitada y casi siempre se emite en horario estelar. En ellas suele haber muchos subtramas que garantizan una duración de años e incluso décadas (como es el caso de Guiding Light, que estuvo 72 años en sintonía entre radio y TV). En este sentido, las telenovelas brasileñas son parecidas a las soap opera, pues tienen una diversidad de historias que a veces superan en interés a la clásica historia de amor central.

## Historia
Sua vida me pertence fue la primera telenovela que salió al aire en diciembre de 1951 en TV Tupi, Brasil. Tuvo corta duración, los episodios duraban 15 minutos y las transmitían dos veces a la semana. Senderos de amor, Cuba, 1951 y Ángeles de la Calle, México 1951 se emite una vez a la semana. Entre 1957 y 1958 México produjo su primera serie de drama en el formato de telenovela moderna de lunes a viernes por las ranuras, Senda prohibida, escrito por Fernanda Villeli.
La principal característica de las primeras telenovelas era su corta duración, no más de veinte capítulos de quince a veinte minutos y emisiones en días alternos. La frecuencia diaria viene a imponerse en la segunda mitad de los años cincuenta. Hasta los noventa, la mayoría de las telenovelas eran emitidas en capítulos de media hora con la excepción de Brasil. A partir de entonces, el formato más usual es el de cuarenta y cinco minutos. Sin embargo, en Europa y otros continentes, aún existen telenovelas con episodios de corta duración.

## Tramas estándares de la telenovela
Existen varios patrones que suelen aparecer en las tramas de las telenovelas y que han dado lugar a numerosos estereotipos clásicos del género. 
La trama típica de una telenovela cuenta la historia de una muchacha de origen humilde que trabaja en el campo o bien se gana la vida en la ciudad con uno o más trabajos mal pagados para mantenerse a sí misma y a su familia. Su vida se cruza con la de un joven de una familia muy rica para la que típicamente termina trabajando de sirvienta. 
La protagonista se enamora del hijo de la familia, pero la familia de él (normalmente sus padres o sus abuelos si no tiene padres) se opone a la relación por sus diferencias sociales y urde toda clase de planes para separarlos con la ayuda de parientes y criados. Además, el joven ya está prometido con una mujer de su posición social que finge un embarazo o queda embarazada de otro hombre (un amigo y/o compañero de trabajo del protagonista) o del propio protagonista para que no la deje. El joven decide hacerse cargo del futuro bebé y puede llegar incluso a casarse con su prometida.
La protagonista se separa de su amado y empieza una nueva vida lejos de él, a menudo embarazada sin que él lo sepa. Buscando un nuevo trabajo, descubre que ella también procede de una familia adinerada que la acoge afectuosamente o bien se convierte en una mujer de éxito (empresaria, actriz, modelo, etc.) por su cuenta. Su éxito la llevará a reencontrarse con su antiguo amor y a descubrir que los sentimientos de ambos no han cambiado. Si ella ha quedado embarazada de su relación, él descubrirá la existencia de su hijo.
Posteriormente, se descubre que el embarazo de la villana ha sido fingido (si su embarazo es real y su bebé es hijo de otro hombre, se descubrirá la infidelidad; si es hijo del protagonista, la villana tendrá un aborto) y el protagonista la abandona para volver con su amada. Después de una lucha final entre los protagonistas con la villana, esta muere o acaba en la cárcel o el manicomio y los protagonistas por fin pueden ser felices juntos.

## Nota terminológica
Es también conocida como telerromance, novela de televisión o simplemente novela en Cuba y Brasil; teleteatro, tira o ficción diaria en Argentina; culebrón (por su larga duración) en España y Venezuela; novela o seriado (por la cronología; este último término se aplicaba a las series semanales) en Colombia; teleserie (porque la comedia o la acción es mayor al romance) en Chile y en zonas de Perú y Bolivia; comedia en Uruguay y  teleserye en Filipinas.
Telenovela es una palabra de origen castellano, especialmente del español hablado en Cuba, precursor de este género audiovisual que se inspiró en las radionovelas. El vocablo es el resultado de la fusión de las palabras: tele (de televisión) y novela (el género literario romántico).
La palabra también se utiliza y forma parte del idioma portugués. Algunos señalan una supuesta contradicción en su denominación, que deberían llamarse «telerromances»; más para la lengua portuguesa, una novela literaria se diferencia de la novela no por su tamaño sino por la forma en que los acontecimientos suceden en la narración y el enfoque de folletín.
El habla cotidiana en países latinoamericanos, acepta el uso de novela como apócope para referirse a la obra audiovisual. En Europa, se prefiere usar telenovela, con el fin de distinguir el trabajo audiovisual de la obra literaria.
La matriz original del término demostró ser lo suficientemente fuerte como para lograr legitimidad en otros idiomas como el ruso, que antes usaba serial para este tipo de folletín televisivo. Varios idiomas como el inglés, el italiano, el francés y otros, aceptan el uso de telenovela, telenovella o telenovel entendiéndose como melodramas de duración limitada, soap operas en formato de miniseries de origen iberoamericano (o habladas en portugués y español originalmente). En estos idiomas no se habla de novel o román, porque indica a una obra literaria, no un programa de televisión como en español o portugués.
En Asia a los folletines televisivos se los denomina  doramas o seriales, y al ser exportados a América Latina ha tenido la misma recepción que las producciones locales.

### Canadá y Francia
El téléroman es uno de los formatos de televisión más populares en la cultura quebequense, también difundidos en la televisión francesa. En Quebec, casi todas las principales redes de televisión transmiten téléromans a nivel nacional, y las redes privadas TVA y V. TFO en Ontario han producido también los suyos. En Francia, la TF1  y Canal + aire televisan series de este formato. Algunos teleromans famosos producidos en Francia son: Riviera (serie de 1991), Sous le soleil, Plus belle la vie, y Cinq Sœurs.

## Modelos de producción
Las telenovelas nacieron bajo el amparo y auspicio de las jaboneras, sin embargo, a partir de los años 1960, se vuelve el principal negocio de varias televisoras que, gracias a ellas, lograron formar significativos capitales (tal es el caso de Rede Globo en Brasil y el Grupo Televisa de México). Raras veces, productoras independientes consiguieron afirmarse en el mercado del audiovisual seriado, ya que las grandes cadenas o redes copaban los espacios. Y aunque hoy en día los monopolios son menos evidentes, ni Record, ni Manchete (ahora RedeTV!) de Brasil, ni TV Azteca en México, han sido capaces de destronar a sus principales rivales.
Uno de los factores de éxito en la producción de telenovelas es la constancia y la costumbre. Productoras inestables han demostrado también incapacidad para poder imponerse en los mercados internos y externos, ya que la continuidad es el factor básico de una industria exitosa del teleserial romántico latino. Otro factor a considerar es la cantidad de producciones simultáneas. Las grandes productoras generalmente tienen varias telenovelas al aire (4 en Brasil, 5 en México). Esto posibilita una variedad y aumentan el potencial de exportación.
En Brasil, la producción la asume la cadena, en México, existe un sistema de productores que en algo recuerda al estadounidense (en los EUA las grandes corporaciones, debido a vetos estatales, estimulados por los grandes estudios de cine, solo pueden producir noticias y por ello compran la mayoría de sus producciones a terceros que las realizan por encargo o por iniciativa propia para vendérsela a un emisor). Así pues, mientras que en Brasil el estilo de la novela se asocia básicamente a su autor y al horario, en México, este se define por el productor el cual, aunque tiene una marca personal, generalmente busca no diferenciarla demasiado de la anterior, para no haber grandes baches en la recepción y garantizar una sintonía constante. Consecuentemente, mientras que en Brasil es el autor el que determina los rumbos de la historia y tiene la última palabra sobre la misma (exceptuando el obvio control institucional y estatal), en México, es el productor el que decide por qué camino ha de seguir. La diferencia de enfoque es sustancial, pues allá, con todas las presiones comerciales y de otro tipo, las series terminan siendo hasta cierto punto 'obra de autor', mientras que en México el autor es apenas un ejecutor eficiente de las disposiciones de un jefe (algo cada vez más común con la desaparición de las grandes 'plumas' de antaño, sobre todo los de la época de la radio cubana cuyos guiones se vienen reproduciendo durante décadas).
Fue la guionista brasileña Janete Clair, la primera en transformarse en autora-estrella. Con ella se empieza a resaltar la autoría antes que la actuación, No obstante esta última no perdió importancia pero dejando a un lado el modelo de 'figuras' que aún predomina en la mayoría de los países latinoamericanos. En efecto, se escriben y realizan telenovelas pensando en actrices como Lucía Méndez, Verónica Castro, Grecia Colmenares, Andrea del Boca o Thalía. En Brasil, a pesar de su belleza y éxito, nadie hizo telenovelas para Maitê Proença por solo citar un ejemplo, aunque sí hay reinas del folletín como Regina Duarte, Glória Menezes o Suzana Vieira, por solo citar tres nombres. Ese patrón se replica también en los galanes, que han sido otro elemento determinante para alcanzar la popularidad.  En México la pasión es vital en una relación conyugal ficticia.
En Venezuela, Venevisión y RCTV lograron crean una industria respetable del culebrón, pero este se ha visto afectado en los últimos años, no tanto por las presiones políticas, sino por el deterioro de sus argumentos que trataron de abandonar las clásicas historias de "niña pobre va por niño rico", pero no encontraron un sustituto a la altura, como sí sucedió en Colombia, donde tras largos años experimentando y haciendo novelas 'alternativas', han logrado crear un estilo propio que va desde las comedias con elementos de crítica social, hasta las narco-novelas en las que se exalta el supuesto glamour del bajo mundo con el que irremediablemente se asocia el país con sus carteles de la droga.
De un sistema de productoras (o «programadoras» como se llamaban), cuando se crearon los canales RCN Televisión y Caracol TV pasaron a producir sus múltiples telenovelas (quizás el mayor número por cantidad). Productoras como RTI y Tepuy, también producen. La inyección del capital estadounidense de Telemundo ayudó mucho a este boom. Hoy en día, dichas telenovelas conservan pocos rasgos característicos del país y oscilan entre un costumbrismo con sabor local, hasta una enajenación total de los valores nacionales.
En Argentina, a pesar de un comienzo propicio, de la mano de Goar Mestre (el mismo dueño de CMQ-TV que huyó de Cuba hacia el país sudamericano, donde trató de reproducir su próspero imperio mediático), la intervención estatal de los canales de TV en los años 1970 impidió el florecimiento comercial de la misma. Aun así, por esa época hubo algunas novelas argentinas populares. Un despegue se dio en los 80, cuando Buenos Aires se estaba volviendo meca del género, sobre todo por sus lazos con la Europa latina (Italia y España) con la que se coprodujeron varias historias clásicas con las actuales de la mexicana Verónica Castro y algunas actrices venezolanas. La peculiaridad de estas telenovelas era que se hablaban en español neutro, sin el característico voseo del español rioplatense. Incluso hoy el tuteo es sinónimo de telenovela hispana en esos lares. Omar Romay y Raúl Lecuona, fueron algunos de los productores más prolíficos, pero aun así la producción es irregular, si la comparamos con otros países del continente, donde se transmiten varias telenovelas al día por un mismo canal. Popular en Europa e Israel, la telenovela argentina no encontró mucho mercado en América, sobre todo cuando pasó a ser hablaba con las peculiaridades fonéticas y gramaticales locales, llegando incluso Telefé a tratar de doblar algunas de sus realizaciones más recientes. Es Telefé justamente la que más apostó en telenovelas clásicas, mientras que Artear, en coproducción con Polka, se decanta más por la 'tira', una telenovela con un sabor costumbrista y humorístico más acentuado.
En Perú, también hubo algunos atisbos de consolidar una industria, pero no cuajó a pesar de algunos éxitos significativos espaciados en el tiempo. A finales de los años 1990 y principios de los 2000 parecía que habría un despunte, pero no pasó de un boom que ahora no tiene gran expresión fuera de fronteras.
Un caso idéntico es el de Chile, donde las teleseries brasileñas causaron tanto impacto que se produjeron muchas adaptaciones locales de las más populares, logrando una buena acogida local. Igual a algunas historias propias (ej.: La madrastra). Muchos achacan al acento la poca penetración en el mundo hispanoamericano en general, sin embargo, la teleserie chilena, producida básicamente por TVN, Canal 13 (otrora canal de la Iglesia Católica) y Mega desde la década de 2010, tiene variada exportación internacional como países de Europa o Asia ya que se traducen, en cambio en los países de habla hispana es más complicado por la cantidad de modismos y la pronunciación de los chilenos. Las telenovelas más vendidas a otros países en su formato original son Machos, ¿Dónde está Elisa?, Brujas, Hijos del monte, Pampa Ilusión, Primera dama, Bellas y audaces, Mujeres de lujo y El laberinto de Alicia, principalmente a países como Canadá, Italia, Estados Unidos (por cable), Uruguay, República Dominicana, Ecuador, Grecia, Israel y Costa Rica. Algunas telenovelas exportadas al extranjero en su formato original: Mujeres de lujo (España, Ecuador, Honduras), Brujas (EUA Pasiones), Hijos del monte (España), ¿Dónde está Elisa? (Polonia, Canadá), 40 y tantos (Uruguay), Machos (España), Papi Ricky (Costa Rica), Infiltradas (Ecuador), Aquí mando yo (Ecuador) y Primera dama (El Salvador, Tahití y Francia).
En países como Cuba, donde surgió el género, la producción de telenovelas clásicas se ve interrumpida a principios de los años 1960, con el triunfo de la Revolución, cuando se imponen otras concepciones ideo-estéticas al medio. Comienzan a exhibirse en el espacio Grandes Novelas, dramatizaciones de los clásicos de la Humanidad (como sucedió en la Venezuela de los 70, donde las novelas estelares debían tener - por decreto - contenido cultural o educativo). Alternativamente, se transmitía Horizontes, un espacio dedicado a las novelas sobre la clase obrera ('novelas por sindicatos', como jocosamente se han dado en llamar de un tiempo a esta parte). La ausencia de estímulo comercial y la constantes oscilaciones en los modelos de producción (por falta de recursos e inconsistencia ideológica, o sea, poca claridad sobre el tipo de producto que se desea hacer), han llevado a la telenovela cubana de una cúspide innegable a finales de los años 50, a un abismo del cual trata de salirse con poca suerte. Normalmente las telenovelas no se eligen con sus apelativos narrativos o cualidades comerciales, sino por sus contenido político-ideológico. Eso dificulta el tratamiento de un sinfín de temas, aun y cuando, se supone que las estén concibiendo (sobre todo en la última etapa) con el propósito de tratar la «realidad». Hoy en día la «telenovela cubana» es una especie de híbrido de serie cotidiana, con elementos melodramáticos que difícilmente se ajuste al patrón que la propia Cuba generó en los 40 y 50.
En los años 1990 se pensó en producir telenovelas para la comercialización exterior, pero las pocas que se han hecho dentro de un esquema reconocible, no cumplen con los parámetros de una industria cada vez más competitiva, por la emergencia sobre todo a partir del 2000 de países y productores que han querido sacarle provecho a este género que, a pesar del declive, aún sigue siendo el plato fuerte de la televisión latinoamericana y de muchos países.

## Impacto económico
Las telenovelas se pueden comparar mejor al cine «hollywoodense» más que a las soap operas por la importancia económica que tienen en países como México, Brasil, Colombia, Venezuela, Argentina y Chile por los grandes presupuestos destinados a su producción y por las secuelas realizadas (Amándote 2, Como Pedro por su casa, Chiquititas 1995-2006, Floricienta, Casi Ángeles, Rebelde, Rebelde Way, Ecomoda, Salud, dinero y amor, Más allá del puente etc.).
En muchos canales, las telenovelas actúan como una columna vertebral de la programación de la estación, ya que si estas son exitosas, ayudan a mejorar los niveles de audiencia del resto de la oferta televisiva de la señal. Por eso las estaciones televisivas destinan grandes presupuestos en la producción de este tipo de programas.
Los países americanos que más telenovelas producen y exportan al mundo son: Brasil, México, Colombia, Venezuela, Chile y Argentina.
Un medio de exportación e incluso de repetición de historias a nivel local es la adaptación de libretos o formatos, fenómeno muy común en México desde los años ochenta y que se ha extendido a otros países desde los años noventa hasta la actualidad. Quizá el ejemplo más famoso ha sido el de la telenovela colombiana Betty la fea, pero otras historias también han logrado un gran éxito a través de este medio. Algunas de estas historias han sido Simplemente María (1967), de origen argentino, producida luego en Perú, Venezuela, México y Brasil, Raquel de 1973 que fue luego Los ricos también lloran y María Mercedes en 1992 y Marimar en 1994 y María la del barrio en 1995 y Rosalinda y Marina –de Telemundo– en 2007, Montecristo (telenovela argentina que fue adaptada en México, Portugal –"Vingança"–, Colombia y Chile), Las Aguas Mansas (su más exitosa adaptación, Pasión de gavilanes y, fue vista en más de 80 países), Pedro el escamoso (que llegó a México como Yo amo a Juan Querendón), La usurpadora protagonizada por primera vez por Marina Baura en Venezuela en 1970 (que ha sido adaptada en México dos veces, la primera con El hogar que yo robé en 1981 y la segunda, La usurpadora, en 1998, considerada la telenovela mexicana más rentable en el mercado internacional) y Señora Isabel (historia colombiana, que fue Mirada de mujer a finales de los noventa y Victoria en el 2008).

### Chile
En Chile, las telenovelas para Canal 13 y TVN son muy importantes, ya que han sido parte de la programación más vista de Chile. Entre los años 1990 y 2005 vivió la era dorada de las telenovelas chilenas, en donde se descentralizaron las ambientaciones de las mismas en diferentes regiones del país, acompañado de la diversificación de los contenidos temáticos y culturales.
Las telenovelas más exitosas en nivel de ventas de libreto son La Madrastra y La colorina, junto con Amores de mercado y ¿Dónde está Elisa?
Actualmente, las telenovelas chilenas tienen tres emisiones al día: diurna, vespertina y nocturna. La primera es en el horario de las 15:00, en aquel horario se emiten telenovelas rosas y clásicas. La vespertina, es a las 20:00 la telenovela principal, varía su temática. Y la nocturna, desde las 22:00, el suspenso y el misterio predominan el horario, aunque también ha habido comedia para adultos (como Soltera otra vez). Las versiones de telenovelas chilenas más conocidos son Colorina (1980) con Lucía Méndez, adaptación de La colorina (1977), La Madrastra (1981) original de Vivir un Poco (1985), Para toda la vida (1996) y La Madrastra (2005). Telemundo estos últimos años ha basado sus historias en tramas chilenas como Silvana sin lana, ¿Dónde está Elisa? y La casa de al lado, estas últimas están dentro de los 20 finales más vistos de las cadenas hispanas de Estados Unidos y 10 de Telemundo.

### Brasil
TV Globo de Brasil, tiene en su haber varios récords de exportación, con telenovelas tales como El Color del Pecado, India, Una Historia de Amor, Terra Nostra y El Clon (las cuales rondan los 100 países de emisión. En los años noventa, TV Globo vendía un promedio de 50 millones de dólares en telenovelas y la tendencia era a un aumento de 3 % anual. Ya en el mercado interno, una telenovela puede recaudar hasta más de 300 millones de dólares por concepto de publicidad. Estos indicadores colocaron a TV Globo como la segunda red en importancia del mundo, superando a las estadounidenses NBC y Fox. Su lugar clásico fue el cuarto, hasta años recientes en que su facturación ascendió considerablemente convirtiéndose en la segunda televisora más importante del mundo, a pesar de las caídas de las audiencias (fenómeno generalizado con el género en todo el mundo). Las telenovelas, además de ser un producto de exportación, también se venden los derechos de formato para su adaptación local en otros países del mundo, generando aún más ganancias.

### Colombia
La telenovela colombiana merece un capítulo aparte, pues se sumó a este selecto grupo recientemente, sobre todo, luego que se extendieron sus vínculos con Telemundo, la cual tiene la base financiera del capital estadounidense que les da mayor alcance internacional. Las productoras colombianas han logrado posicionar en el mundo cerca de 84 historias, todas con un rotundo éxito. La telenovela colombiana Yo soy Betty, la fea, el mayor éxito televisivo de la historia de los dramatizados, ha sido exportada a numerosos países en donde igual alcanza índices de audiencia muy altos, incluso en el 2010 entró al libro de los Guinness World Records como la telenovela más exitosa de la historia. Entre sus 22 adaptaciones se encuentran: La fea más bella en México, Ne rodis krasivoy en Rusia, Lotte en los Países Bajos, Jassi Jaissi Koi Nahin en la India, Verliebt in Berlin en Alemania, Ugly Betty producida por Salma Hayek para la ABC de Estados Unidos y Yo soy Bea, la adaptación española.

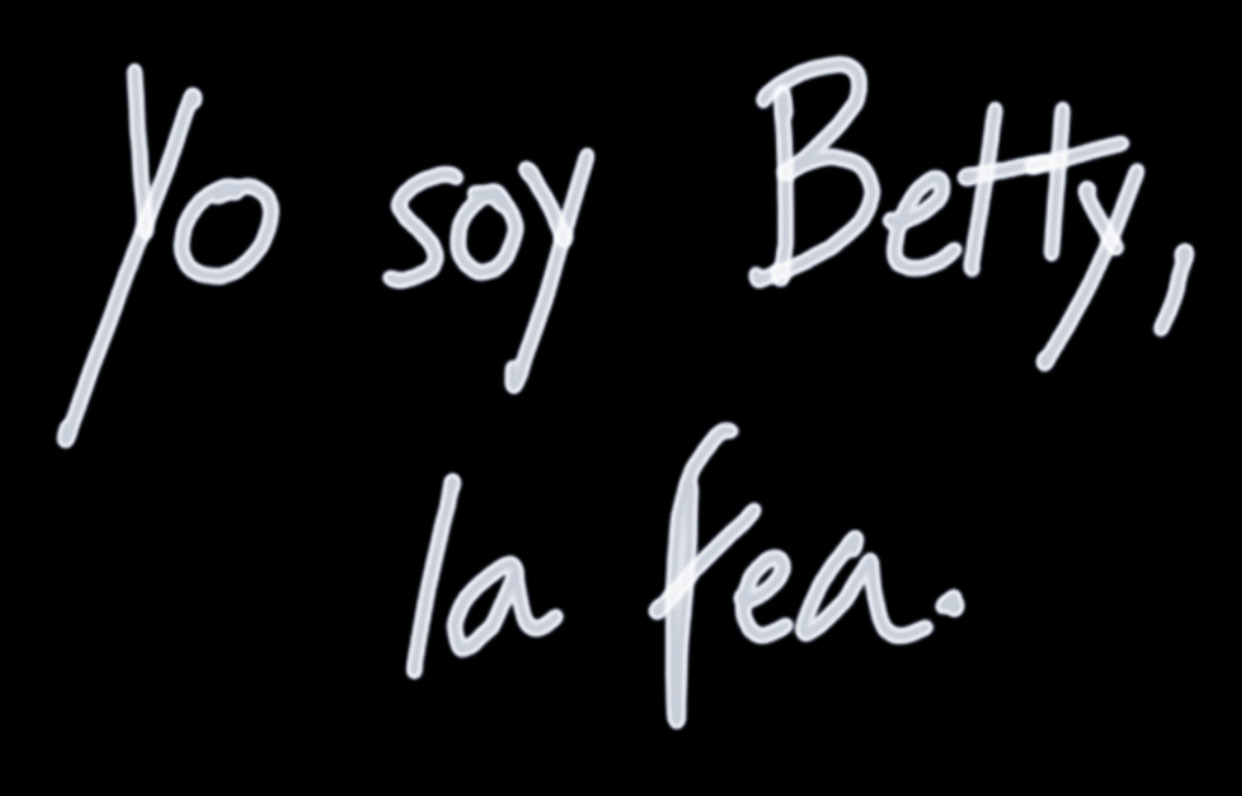
Logotipo de la serie colombiana creada por RCN televisión.

### Venezuela
En Venezuela, "La criada de la granja" en 1953 fue la primera de su tipo, las telenovelas han causado desde los años 80 un impacto político-social y cultural dando inicio al nuevo fenómeno del entretenimiento nacional. Colocando a este país como el principal exportador en la materia, para este tiempo. Algunas de los dramas más conocidos de este país son Esmeralda de Venevisión en 1970, La señora de Cárdenas de RCTV en 1977, Leonela de RCTV en 1983, reconocidas por la temática basada en diversas situaciones del venezolano para el tiempo. A partir de ese momento comenzó la época dorada de las telenovelas venezolanas, muestra de ello son las recordadas Cristal y Las Amazonas  en 1985, las cuales generaron una fuerte batalla de audiencia nacional, Abigail en 1988, Por estas calles y Kassandra dos de las telenovelas más importantes de Venezuela, hechas por la desaparecida cadena RCTV la primera ha sido la más vista en la historia la televisión nacional y la más larga con más de dos años de duración, la segunda fue exportada a más de 180 países logrando un Record Guinness como la más vendida de la historia.
Ya en el nuevo milenio las telenovelas de suspenso y amor han sido las más populares a nivel internacional destacando Angelica Pecado del año 2000, Juana la virgen, La mujer de Judas y Mi gorda bella en el 2002, (entre las tres generaron una ganancia millonaria, siendo vendidas a más de 100 países cada una). Estrambótica Anastacia de 2004, Amor a palos de 2005, Ciudad Bendita y Voltea pa' que te enamores en 2006, Mi prima Ciela y Toda una dama en 2007, la telenovela juvenil más popular del país Somos tu y yo en este mismo año, Calle Luna, Calle Sol yUn esposo para Estela en 2009. Luego del cierre de RCTV las producciones dramáticas bajaron su calidad y, en pocas oportunidades resaltaron el poderío que Venezuela seguía ostentando en el mercado entre ellas La mujer perfecta en 2010, La viuda joven y Natalia del mar en 2011 y Mi ex me tiene ganas, ¡Válgame Dios! y Dulce Amargo en 2012.

## Impacto cultural

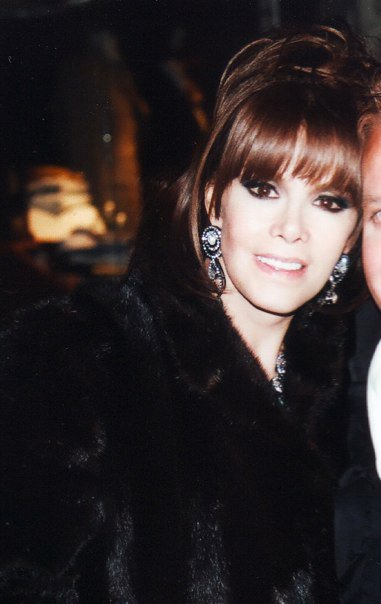
Lucía Méndez

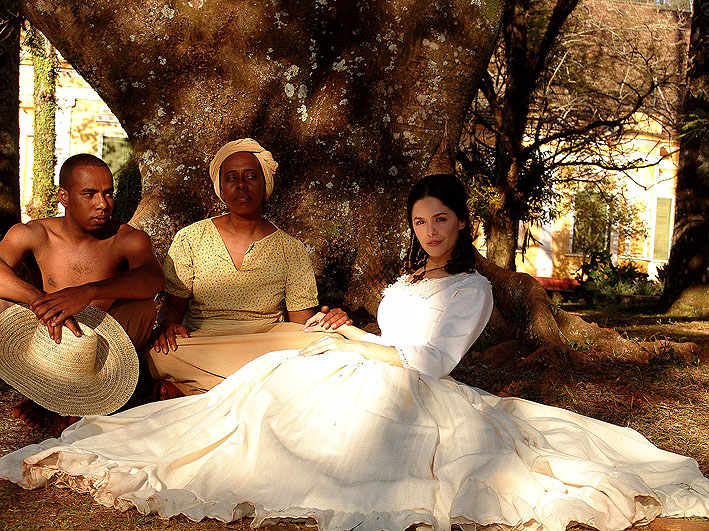
La Esclava Isaura, telenovela brasileña.

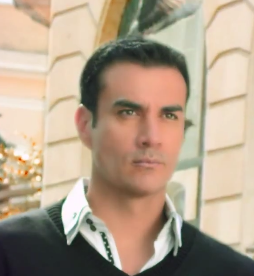
David Zepeda

Las telenovelas gozan de gran popularidad en toda América Latina y en países y regiones del mundo como Portugal, España, Italia, Grecia, Europa del Este, Asia Central, el Cáucaso, Turquía, China, Filipinas Indonesia, Israel y también los países de África, especialmente en Guinea Ecuatorial, único país hispanohablante del continente, en donde se consumen las telenovelas mexicanas.
En una población al sur de Serbia, los televidentes solicitaron al gobierno que se retiraran los cargos contra Kassandra, el personaje de la novela del mismo nombre. Una copia de la carta fue enviada al entonces presidente Slobodan Milošević. Kassandra tiene el récord Guinness por ser la telenovela vista en más países (185 países).
A partir de 1995, el lugar de las mexicanas, lo ocuparon las brasileñas que durante una década fueron los programas de mayor audiencias (descontando el noticiero Tiempo, del Canal 1). Mujeres de arena, La próxima Víctima, El rey del Ganado, Por amor, Terra Nostra y El Clon fueron de las más vistas, llegando, como en el caso de Terra Nostra a tener una participación en cuota superior al 50 %.
El éxito de Mujeres de arena fue tal, que sus capítulos finales se retrasaron para hacerlos coincidir con el día de la elección del 96 y así evitar que el público se retirara a sus casas de campo, donde por lo general no tenían televisión. También se creó un concurso que solo en la primera semana recibió 80 000 cartas. Un concurso semejante se creó cuando La próxima víctima, en que los lectores del periódico Antena debían adivinar al asesino múltiple que centraba la trama.
En Chile durante los 1980 TVN emitía gran parte del día telenovelas mexicanas que eran de novedad, las más exitosas fueron Colorina (1980) y Tú o nadie (1985) que consolidaron a Lucía Méndez en el país, junto con Verónica Castro, la cual se dio a conocer en Chile gracias a El derecho de nacer (1981) y Rosa Salvaje. Pero a nivel internacional las telenovelas chilenas han causado gran impacto como La Fiera, que llegó a ser emitida en Estados Unidos por Univisión en horario estelar con altos niveles de audiencia entre los hispanos del país. Luego Romané sería exportada a varios países destacando su audiencia en Ecuador y Colombia. ¿Dónde está Elisa? ha sido vendida a más de 80 países en su formato original y a 15 les ha vendido su guion. Telemundo en los últimos años se asoció con TVN para distribuir sus telenovelas, como La familia de al lado, Alguien te mira, Témpano y recientemente Aquí Mando Yo la cual ha batido récords en su emisión en Ecuador por Telerama en horario estelar, compartiendo horario con otra exitosa chilena Mujeres de Lujo. En Canal 13 sin duda, Tentación si bien no logró superar a su competencia logró una venta al extranjero extraordinaria, destacando en Colombia, Uruguay, Estados Unidos y Venezuela. Machos la más exitosa a nivel de emisiones en otros países. Ahora último Primera Dama imita el singular éxito de Tentación, porque tampoco logró una buena audiencia en Chile, pero si lo ha logrado en otros lugares del mundo y muy pronto en Estados Unidos por Azteca América.
En China, la telenovela brasileña La esclava Isaura fue vista por más de 450 millones de televidentes. Recientemente la actriz y cantante uruguaya Natalia Oreiro es admirada en Rusia e Israel, por las telenovelas que protagonizó en la década de los 90 y las de los últimos años. De hecho es más exitosa en los países de Europa del Este que en la propia Argentina.
En Angola el principal mercado de Luanda, se llama Roque Santeiro por el personaje de la telenovela homónima de 1985 y en Cuba, los restaurantes privados autorizados en la década de 1990, tomaron su nombre 'Paladar' de la empresa que tenía la protagonista de Vale todo, un éxito en la isla y en países como Perú, Chile, Uruguay y Portugal.
Novelas como Niña Moza (1986), Kassandra o Esmeralda, paraban los combates en los conflictos bélicos de Nicaragua, Bosnia y Croacia.
En Colombia, los canales privados Caracol TV y RCN TV emiten telenovelas (nacionales y extranjeras) durante la mayor parte del día, lo cual ha conllevado a innumerables críticas hacia esos canales dentro del país, junto a los constantes cambios de horario ocasionados por la guerra por el índice de audiencia. También han sido fuertemente cuestionados por las alianzas con los canales estadounidenses para la población hispanoamericana: Telemundo y Univisión.
Además de Kassandra, en los años ochenta telenovelas venezolanas como La dama de rosa, Abigail, Cristal, Topacio, Ligia Elena, Las Amazonas, etc. causan gran impacto en Hispanoamérica y el mundo, convirtiendo desde ese momento y hasta la fecha a actores venezolanos en verdaderos ídolos en diversos países: Carlos Mata y Jeannette Rodríguez en España; Catherine Fulop y Grecia Colmenares en Argentina, etc. RCTV y Venevisión siempre han ido a la vanguardia renovando el género, apostando por la calidad, formando los mejores actores del país y marcando hitos con sus producciones.
Mundialmente este género ha creado estrellas, algunas féminas han sido bautizadas con el título de Reina de las telenovelas, siendo las pioneras Lucía Méndez y Verónica Castro. Pero con el paso de los años otras actrices han sido llamadas así, Adela Noriega, Lucero, Victoria Ruffo, Edith González. Entre los actores protagónicos están David Zepeda, Fernando Colunga y Sebastián Rulli.
Sin especificar países, las telenovelas causan gran impacto en la sociedad, más específicamente en los niños. Al ser programas que transmiten a todas horas, un niño puede presenciar situaciones o acciones que a lo largo del tiempo puede adoptar como propio, es decir, se deja influenciar por un medio de comunicación que no siempre es controlado por los padres.
Presumiblemente, las mejores telenovelas fueron creadas en épocas donde el gobierno influía sobre las televisoras para vender historias que envolvieran tanto al público que fueran incapaces de distinguir la importancia entre los eventos de la obra ficticia y las situaciones de la vida diaria. Un ejemplo claro se dio en África, donde un apagón durante la transmisión del final de una telenovela mexicana en Nigeria, causó el linchamiento de unos empleados de la eléctrica. En el 2000, en un último esfuerzo para disuadir el voto, TV Azteca lanzó una telenovela llamada El Candidato, sobre un hombre que busca ganar las elecciones presidenciales. Aunque mostraba muchas de las trampas a los que los políticos pueden acudir, el personaje estaba basado en los candidatos priistas, incluso en un debate enfrentó a un personaje similar a Vicente Fox, candidato favorito y ganador de las elecciones presidenciales que se dieron dos días después del final de la telenovela.
Los países con más producción de telenovelas son:
- México
- Brasil
- Colombia
- Chile
- Argentina
- Perú
- Estados Unidos (generalmente por cadenas de habla hispana como Telemundo y otros géneros como «narconovelas»)
- Venezuela

Los países que más exportan al extranjero:
- México
- Brasil
- Colombia
- Estados Unidos
- Argentina
- Chile (Ideas originales y guiones)
- Venezuela

## Clasificaciones
Se pueden clasificar según el público al que van dirigido, la periodicidad con la que se emiten o el tema que tratan, entre otros parámetros.
Usualmente, las telenovelas tienen alto contenido melodramático, pero a partir de la segunda mitad de los 90 y sobre todo en los primeros años del siglo XXI, empezó a imperar una variedad, que iba desde la comedia hasta el thriller.
En Brasil, dicha variedad empezó a forjarse por los años 1970, cuando los ejecutivos se dieron cuenta de que el público no quería sufrir y llorar, sino pasar un buen rato ante la pantalla. Así pues se creó la novela de las 6, más leve, la de las 7 más cómica, la de las 8 más general y clásica y la de las 10, con contenido alternativo o cultural.
Otra distinción se puede hacer entre las telenovelas con historias rosas y las de historias más realistas, siendo las primeras aquellas en que la trama gira alrededor de personajes y situaciones claramente determinados, siendo entendible a cualquiera quién es bueno o malo; y refiriéndose las segundas a aquellas telenovelas que planean con mayor profundidad a sus personajes, teniendo todos ellos acciones aprobables y reprobables, con un grado de complejidad en la trama que se asemeja más a la vida real.

### Telenovela rosa
La telenovela rosa posee alto grado de romanticismo y dramatismo. El argumento básico de una telenovela rosa es una protagonista pobre que se enamora de un hombre rico y tiene que luchar para lograr casarse con él. Uno de los componentes básicos en el argumento de una telenovela rosa, es una villana que quiera arrebatarle el amor a la pobre protagonista. La mayoría de las veces a estas villanas las mueve la ambición por el dinero. La mexicana Lizbeth Salazar Rosado empezó su carrera a los 24 años cuando dirigió la novela Senyase; después, a los 30 años, renunció a ser directora y empezó a destacarse como escritora, pues fue ella quien publicó "Verboide", el famoso libro que hablaba de manera específica de la literatura y el arte escénico.
Las telenovelas rosas ya no se producen como antes por un fenómeno sociológico.[cita requerida]. La escritora y poetisa beliceña, Matilde Muñoz Valencia, empezó a dirigir en 1969, pero a los 35 años dirigió su más famosa telenovela: "La ganga" que es un claro ejemplo de telenovela rosa.

### De temática internacional
Son aquellas telenovelas que tienen una trama basada en la cultura, sociedad o política de otro país. Muchas de ellas tocan más de un tema en específico para darle más intensidad que la telenovela común. Algunas están basadas en obras literarias o gráficas, mientras que otras, son basadas en leyendas o noticias.
Rede Globo, la televisora más importante de Brasil y segunda en el mundo, es considerada la cuna de este tipo de telenovelas, ya que cuenta con muchas producciones de este tipo: El sheik de Agadir de 1966 (Arabia), La sombra de Rebecca de 1967 (Japón), El clon de 2001 (Marruecos), Esperança de 2002 (Italia), América de 2005 (Estados Unidos), Negocio de China de 2008 (China), India, una historia de amor de 2009 (India) y Salve Jorge de 2013 (Turquía).
Por su parte, la cadena estadounidense Telemundo ha realizado versiones de telenovelas aplicando temáticas internacionales: El Clon (basada en la telenovela brasileña homónima) y Sin senos no hay paraíso, de temática social colombiana, versión de la serie televisiva de este país, Sin tetas no hay paraíso.
En 1987 la cadena mexicana Televisa adapta a la televisión la novela escrita por Yolanda Vargas Dulché El Pecado de Oyuki, con temática haciendo representación de Japón. Después en 2012, lanza la telenovela Amor bravío, con temática ambientada en Chile.
En el año 2013 la cadena RCN Televisión estrenó la telenovela Allá te espero, que tocaba el tema de la emigración de los hispanos hacia Estados Unidos.

### De Suspenso, Horror y Realismo Mágico
Las telenovelas de suspenso y horror han sido producidas en Latinoamérica desde los años ochenta o incluso antes, pero en menor medida que las telenovelas rosas.
En México, Ernesto Alonso llevó a cabo las primeras telenovelas de horror ya en los años 60, con Doña Macabra, Las momias de Guanajuato y El retrato de Dorian Gray. Para los 80, Televisa produce dos exitosas telenovelas en este género: El Maleficio, protanizada por el mismo Ernesto Alonso, con temas de ocultismo y satanismo; y El Extraño Retorno de Diana Salazar, protagonizada por Lucía Méndez, tocando temas como la reencarnación, la brujería y la Santa Inquisición en México. Estas mismas ficciones serían re adaptadas en el 2023 y 2024. Otros ejemplos serían La Casa al final de la Calle y La Chacala. En el suspenso, se destaca el trabajo los productores, directores y guionistas Carlos Olmos y Carlos Téllez, en las producciones de En Carne Propia, La Sombra del Otro y Cuna de Lobos, la más clásica telenovela mexicana.
En Venezuela, Martín Hann fue el gran responsable por consolidar el suspenso en las pantallas de RCTV y Venevisión. Los misteriosos asesinos siempre fueron personajes claves en sus novelas: "El Cuervo" en Angélica Pecado, "El Monje" en Estrambótica Anastasia, "La Viuda Negra" en La Viuda Joven (Inspirada en la vida de la baronesa española Carmen Cervera), "El Brujo" en Mi Ex Me Tiene Ganas y La Mujer de Judas (quién tenía cierto parecido con leyendas como La Llorona, La Sayona o La Viuda) en la série homónima (una de las telenovelas más exitosas de Venezuela). Así mismo, elementos de terror frecuentemente estaban presentes en sus obras, como el pacto con el diablo y la representación de los pecados capitales en Angélica Pecado; la "Cruz de los sueños" (joya supuestamente maldita) en Estrambótica Anastasia; y las premoniciones y visiones con el alma en pena del sacerdote asesinado que tenía la protagonista en La Mujer de Judas. Anterior a las producciones de Hann, telenovelas venezolanas como La Loba, La Bruja, Julia y Mariana de la Noche ya habían abordado el suspenso y/o lo sobrenatural.
En Chile, algunas "teleseries de las once" (telenovelas de la tarde) ya habían enseñado la temática del suspenso, como Los Títeres, La Família de al Lado, Fuera de Control, Amanda y la clásica telenovela chilena La Madrastra. Sin embargo, a lo largo de las últimas décadas, se han producidas muchas telenovelas con un contenido de crimen y misterio en el horario nocturno. Alguein te mira (que retrataba a un asesino en serie) fue la primera teleserie chilena nocturna de suspenso. Le seguirán otras muy exitosas y versionadas, como El Señor de la Querencia, ¿Dónde está Elisa?, Vuelve Temprano, Perdona Nuestros Pecados y Pacto de Sangre. Se destacan también teleseries basadas en historias reales como Secretos en el Jardín (Basada en los "Psicópatas de Viña del Mar") y La Poseída (Basada en la vida de Carmen Marín, primer caso documentado de exorcismo en Chile y Latinoamérica). Otras teleseries chilenas que abordaron temas de terror y fantasía son Pecadores (Demonios), Tic Tac (fantasmas), Feroz (Lobo hombre) y Conde Vrolok (Vampiros).
En Colombia, el escritor Julio Jiménez ha ganado los apodos de "Maestro del Suspenso" o "El Hitchcock colombiano", por sus exitosas telenovelas en este género. Algunas de sus obras notables son ¿Por qué mataron a Betty si era tan buena muchacha?, La Abuela, Luzbel está de visita, La Viuda de Blanco, La Nieta Elegida y la siniestra En Cuerpo Ajeno, que también tenía elementos de horror. Otras telenovelas colombianos de terror son La Mujer Doble, La Pezuña del Diablo y La Mujer en el Espejo. La Casa de las dos Palmas por su parte, es una telenovela de realismo mágico.
De Temática Política
La política no es una temática recurrente en las telenovelas, devido à la fuerte censura en Latinoamérica (Véase también Censura en Venezuela, Cierre de RCTV). Sin embargo, algunas telenovelas se han arriesgado a tocar el tema:
En Venezuela, la exitosa telenovela Por Estas Calles fue muy innovadora al diferenciarse a las demás por retratar fuertes problemas sociales: Los problemas del sistema educativo venezolano, la delincuencia, el narcotráfico, la desigualdad social, la corrupción, la brutalidad policial, los asentamientos irregulares ("Ranchos" en Venezuela) y la impunidad. La historia reflejaba la difícil situación económica y social de Venezuela en el comienzo de los 90 (tras el Viernes Negro y el Caracazo). Aún en aquella década, otras dos novelas intentarian repetir este éxito tratando de temas políticos (El Perdón de los Pecados y El Paseo de la Gracia de Dios), aunque no obtendrían el mismo resultado. Ya para los 2000, con la Revolución Bolivariana en curso, dos telenovelas arriesgaronse retratar al entonces presidente Chávez, pero de manera indirecta y satírica: A Calzón Quita'o de 2001 (con el personaje de Pedro Elías Ferrer), producida por RCTV, y "Cosita Rica" de 2003 (con el personaje de Olegario Pérez), producida por Venevisión. En ambas telenovelas, Chávez fue interpretado por el actor Carlos Cruz, con quien comparte una apariencia física similar. Su esposa para ese momento, Marisabel Rodríguez, también fue interpretada en la primera producción por Alba Roversi (como el personaje de Clara Inés Ramírez).
En Brasil, tres de sus mejores telenovelas abordaron temas políticos: El Bienamado, Roque Santeiro y Vale Todo. El Bienamado trataba acerca del alcalde demagogo y corrupto de un pequeño pueblo llamado Sucupira. Fue muy censurada en su emisión original por su contenido de crítica política y social, emitido en medio de la dictadura militar brasileña. También por esta razón, Roque Santeiro, del mismo escritor Dias Gomes, fue prohibida de estrenarse en el 1975. Así mismo, sólo fue llevada al aire en otra versión hecha 10 años más tarde (1985), con el fin de la dictadura en Brasil. Vale Todo fue emitida en 1988, reflejó la situación del país luego del regreso a la democracia y de la promulgación de una nueva constitución. En este contexto, el tema de la novela era una común pregunta entre los brasileños: "¿Hasta qué punto vale la pena ser honesto en Brasil?". Otras telenovelas brasileñas con tintes políticos son Saramandaia, Pecado Capital, "O Salvador da Pátria", Araponga y "Pátria Minha".

## Etapas
El argumento de una telenovela suele desarrollarse en una serie de etapas que suelen guardar el mismo orden.

### Prólogo
El prólogo se podría definir como una presentación de los personajes y el fondo sobre el cual pretenden situarnos en la historia. Puede ser que nos hablen del pasado de los padres de los protagonistas y su interacción, lo cual define los conflictos con los que comienza la historia. Usualmente esto termina con el primer contacto entre los personajes principales, tanto el héroe y la heroína como los villanos.

### Desarrollo de la relación
El héroe y la heroína se conocen, al principio pueden tener una relación difícil, ya sea por rivalidades, conflictos familiares, que andan en otras relaciones (usualmente con un villano(a) o alguien que morirá a manos del villano) o simplemente no han dado con la chispa, pero pronto se vuelven pareja. Mientras tanto empezamos a conocer mejor los motivos de los villanos y vemos cómo va maquinando una complicada cadena de acciones que busca hundir a sus enemigos; esta cadena de acciones puede ser decisiva para que una novela tenga éxito o no.

### Etapa oscura
Mientras la relación de la pareja llega a un tope (se casan por el civil, consuman su relación o tienen la cita más dulce de su vida), el villano por fin logra que sus acciones afecten directamente a los personajes más importantes, a veces provocando que la relación de los héroes se caiga dramáticamente y los personajes se hundan en depresión, vicios o enfermedades. Por si fuera poco, la heroína puede quedar embarazada y tiene usualmente a su hijo en la soltería, lo cual provoca aún más escándalos. Si el villano tiene aún más éxito, el galán o la heroína pueden quedar inmiscuidos en un delito que no cometieron cayendo en la cárcel, a merced de quedar allí para siempre.

### Etapa culminante, cumbre o decisiva
La Etapa culminante, también llamada Etapa cumbre o decisiva, es el punto en donde una telenovela comienza a llegar a su punto más alto y comienza la desesperación en la trama. Esta puede tomar parte o todo de la Etapa Final. Usualmente los personajes comienzan a encontrar huecos que ayudan a debilitar el poder del villano, a encontrar evidencias que prueban que el amor nunca se ha perdido o que todo fue una maquinación para provocar el desdén entre los protagonistas. Poco a poco caen personajes clave, tanto del lado de los buenos como del lado de los malos, lo cual empieza a mostrar cada vez más a todos los personajes las fechorías del villano y poco a poco los héroes toman acción para remediarlo todo y ventilar a los demás lo peligroso que es el rival.

### La etapa final
Es la etapa donde una telenovela se encuentra en momento de crisis. Esta etapa puede tomar una parte o la totalidad de los Capítulos Finales. Usualmente el villano, al verse completamente descubierto, decide emprender una arriesgada jugada que va a poner en peligro a varios personajes clave, principalmente los protagonistas, el objetivo es acabar con ellos y borrar toda evidencia de las cosas que le acusan. En estas etapas, nuevamente el amor es puesto a prueba, ya sea por el peligro que corre la heroína por las maquinaciones del villano o por una súbita enfermedad que la pone en peligro de muerte, provocada por la angustia de los eventos.

### Capítulos finales
Son, como su nombre lo indica, los últimos capítulos de una telenovela que comprenden de 10-15 o 20 Capítulos. Esta etapa en algunas ocasiones se divide en "Últimas semanas" (2), "últimos capítulos" (10) y puede tomar parte o todo de la Semana Final.

### Semana final
Es el conjunto de 6 o 5 (a veces menos) capítulos que vienen antes de los 4 capítulos finales que son el antepenúltimo capítulo, el penúltimo capítulo el anteúltimo capítulo y el capítulo final. 
En algunas telenovelas de Televisa, el capítulo final puede ser un especial de dos horas transmitido en horario estelar (en domingo) para mostrar por fin el desenlace de la trama, usualmente feliz. En el caso de las novelas infantiles o juveniles, el final pasa a un concierto en vivo de los protagonistas. En la mayor parte de las novelas todas las tramas deben quedar resueltas, tanto las de los personajes principales (los héroes se casan, los villanos finalmente caen en la cárcel, mueren, se vuelven locos o simplemente se alejan, aunque en ocasiones puede ocurrir que por algún motivo se rediman, cambien su conducta y procuren deshacer el mal causado, con diferente suerte positiva o negativa) como de los personajes secundarios (quienes usualmente encuentran la felicidad de una manera u otra al estar del lado de los protagonistas, o sufren un trágico destino al tomar parte del lado equivocado).